# Don't Tell Me (Avril Lavigne)
Don't Tell Me is een nummer van de Canadese zangeres Avril Lavigne uit 2004. Het is de eerste single van haar tweede studioalbum Under My Skin.
Volgens Lavigne gaat het nummer over sterk zijn. Veel jongens vragen een meisje mee voor een dinertje, maar laten haar vervolgens in de steek, aldus Lavigne. "Don't Tell Me" werd een wereldwijde hit, en haalde de 5e positie in Lavigne's thuisland Canada. In de Nederlandse Top 40 haalde het de 8e positie, en in de Vlaamse Ultratop 50 de 22e.